# Điểm đến của British Airways
British Airways có đường bay tới những điểm sau:

## Châu Phi

### Đông Phi
- Kenya
  - Nairobi – Sân bay quốc tế Jomo Kenyatta
- Mauritius
  - Sân bay quốc tế Sir Seewoosagur Ramgoolam
- Tanzania
  - Dar es Salaam – Sân bay quốc tế Julius Nyerere
- Uganda
  - Kampala – Sân bay quốc tế Entebbe

### Bắc Phi
- Algérie
  - Algiers – Sân bay quốc tế Houari Boumedienne
- Ai Cập
  - Cairo – Sân bay quốc tế Cairo
  - Sharm el-Sheikh – Sân bay quốc tế Sharm el-Sheikh
- Libya
  - Tripoli – Sân bay quốc tế Tripoli
- Tunisia
  - Tunis – Sân bay quốc tế Tunis-Carthage

### Nam Phi
- Angola
  - Luanda – Sân bay quốc tế Quatro de Fevereiro
- Cộng hòa Nam Phi
  - Cape Town – Sân bay quốc tế Cape Town
  - Johannesburg – Sân bay quốc tế OR Tambo
- Zambia
  - Lusaka – Sân bay quốc tế Lusaka

### Tây Phi
- Ghana
  - Accra – Sân bay quốc tế Kotoka
- Nigeria
  - Abuja – Sân bay quốc tế Nnamdi Azikiwe
  - Lagos – Sân bay quốc tế Murtala Mohammed

## Châu Mỹ

### Caribe
- Antigua and Barbuda
  - Antigua – Sân bay quốc tế VC Bird
- Bahamas
  - Nassau – Sân bay quốc tế Lynden Pindling
- Barbados
  - Sân bay quốc tế Grantley Adams
- Quần đảo Cayman
  - Georgetown – Sân bay quốc tế Owen Roberts
- Cộng hòa Dominican
  - Punta Cana – Sân bay quốc tế Punta Cana
- Grenada
  - Grenada – Sân bay quốc tế Maurice Bishop
- Jamaica
  - Kingston – Sân bay quốc tế Norman Manley
  - Montego Bay – Sân bay quốc tế Sangster
- Saint Kitts và Nevis
  - Saint Kitts – Sân bay quốc tế Robert L. Bradshaw
- Saint Lucia
  - Vieux-Fort – Sân bay quốc tế Hewanorra
- Trinidad và Tobago
  - Port of Spain – Sân bay quốc tế Piarco
  - Tobago – Sân bay Crown Point
- Turks and Caicos Islands
  - Providenciales – Sân bay quốc tế Providenciales

### Bắc Mỹ
- Bermuda
  - Ferry Reach – Sân bay quốc tế L.F. Wade
- Canada
  - Calgary – Sân bay quốc tế Calgary
  - Montréal – Sân bay quốc tế Montréal-Pierre Elliott Trudeau
  - Toronto – Sân bay quốc tế Toronto Pearson
  - Vancouver – Sân bay quốc tế Vancouver
- México
  - Thành phố México – Sân bay quốc tế Thành phố México
- Hoa Kỳ
  - Atlanta – Sân bay quốc tế Hartsfield-Jackson Atlanta
  - Baltimore – Sân bay quốc tế Baltimore-Washington Thurgood Marshall
  - Boston – Sân bay quốc tế Logan
  - Chicago – Sân bay Quốc tế O'Hare
  - Dallas – Sân bay quốc tế Dallas/Fort Worth
  - Denver – Sân bay quốc tế Denver
  - Houston – Sân bay quốc tế George Bush
  - Las Vegas – Sân bay quốc tế McCarran
  - Los Angeles – Sân bay quốc tế Los Angeles
  - Miami – Sân bay quốc tế Miami
  - New York City – Sân bay quốc tế John F. Kennedy
  - Newark, New Jersey – Sân bay quốc tế Newark Liberty
  - Orlando – Sân bay quốc tế Orlando
  - Philadelphia – Sân bay quốc tế Philadelphia
  - Phoenix – Sân bay quốc tế Phoenix Sky Harbor
  - San Francisco – Sân bay quốc tế San Francisco
  - Seattle – Sân bay quốc tế Seattle-Tacoma
  - Tampa – Sân bay quốc tế Tampa
  - Washington, D.C. – Sân bay quốc tế Washington Dulles

### Nam Mỹ
- Argentina
  - Buenos Aires – Sân bay quốc tế Ministro Pistarini
- Brasil
  - Rio de Janeiro – Sân bay quốc tế Rio de Janeiro-Galeão
  - São Paulo – Sân bay quốc tế São Paulo-Guarulhos

## Châu Á

### Đông Á
- Trung Quốc
  - Bắc Kinh – Sân bay quốc tế Thủ Đô Bắc Kinh
  - Hồng Kông – Sân bay quốc tế Hồng Kông
  - Thượng Hải – Sân bay quốc tế Phố Đông Thượng Hải

### Nam Á
- Ấn Độ
  - Bangalore – Sân bay quốc tế Bengaluru
  - Chennai – Sân bay quốc tế Chennai
  - Delhi – Sân bay quốc tế Indira Gandhi
  - Hyderabad – Sân bay quốc tế Rajiv Gandhi
  - Mumbai – Sân bay quốc tế Chhatrapati Shivaji
- Maldives
  - Malé – Sân bay quốc tế Malé

### Đông Nam Á
- Singapore
  - Sân bay quốc tế Singapore Changi
- Thái Lan
  - Bangkok – Sân bay quốc tế Suvarnabhumi

### Tây Nam Á
- Bahrain
  - Sân bay quốc tế Bahrain
- Síp
  - Larnaca – Sân bay quốc tế Larnaca
  - Paphos – Sân bay quốc tế Paphos
- Israel
  - Tel Aviv – Sân bay quốc tế Ben Gurion
- Kuwait
  - Sân bay quốc tế Kuwait
- Oman
  - Muscat – Sân bay quốc tế Muscat
- Qatar
  - Doha – Sân bay quốc tế Doha
- Ả Rập Xê Út
  - Dammam – Sân bay quốc tế King Fahad Cargo Only
  - Jeddah – Sân bay quốc tế King Abdulaziz
  - Riyadh – Sân bay quốc tế King Khalid
- Các Tiểu Vương quốc Ả Rập Thống nhất
  - Abu Dhabi – Sân bay quốc tế Abu Dhabi
  - Dubai – Sân bay quốc tế Dubai

## Châu Âu
- Albania
  - Tirana – Sân bay quốc tế Tirana Nënë Tereza
- Áo
  - Innsbruck – Sân bay Innsbruck [theo mùa]
  - Salzburg – Sân bay Salzburg
  - Viên – Sân bay quốc tế Wien
- Bỉ
  - Brussels – Sân bay Brussels
- Bulgaria
  - Sofia – Sân bay Sofia
  - Varna – Sân bay Varna [theo mùa]
- Croatia
  - Dubrovnik – Sân bay Dubrovnik
- Cộng hòa Séc
  - Praha – Sân bay quốc tế Ruzyně
- Đan Mạch
  - Copenhagen – Sân bay Copenhagen
- Phần Lan
  - Helsinki – Sân bay Helsinki-Vantaa
- Pháp
  - Bordeaux – Sân bay Bordeaux - Mérignac
  - Lyon – Sân bay quốc tế Saint-Exupéry
  - Marseille – Sân bay Marseille Provence
  - Mulhouse – Sân bay EuroAirport Basel-Mulhouse-Freiburg
  - Nice – Sân bay Côte d'Azur
  - Paris – Sân bay quốc tế Charles de Gaulle
  - Toulouse – Sân bay quốc tế Toulouse Blagnac
- Đức
  - Berlin – Sân bay Berlin Tegel
  - Düsseldorf – Sân bay Düsseldorf-Mönchengladbach
  - Frankfurt – Sân bay quốc tế Frankfurt
  - Hamburg – Sân bay Hamburg
  - München – Sân bay quốc tế Franz Josef Strauss
  - Stuttgart – Sân bay Stuttgart
- Gibraltar
  - Gibraltar – Sân bay Gibraltar North Front
- Hy Lạp
  - Athens – Sân bay quốc tế Athena
  - Thessaloniki – Sân bay quốc tế Thessaloniki, "Macedonia"
- Hungary
  - Budapest – Sân bay quốc tế Budapest Ferihegy
- Ý
  - Bologna – Sân bay Bologna
  - Bari – Sân bay Bari [theo mùa]
  - Cagliari – Sân bay Cagliari-Elmas [theo mùa]
  - Catania – Sân bay Catania-Fontanarossa
  - Firenze – Sân bay Peretola
  - Genova – Sân bay Genova Cristoforo Colombo
  - Milan
    - Sân bay quốc tế Malpensa
    - Sân bay Linate

  - Napoli – Sân bay quốc tế Napoli
  - Pisa – Sân bay quốc tế Galileo Galilei
  - Roma – Sân bay quốc tế Leonardo da Vinci
  - Torino – Sân bay quốc tế Turin
  - Venice – Sân bay quốc tế Marco Polo
  - Verona – Sân bay Verona
- Kosovo
  - Pristina – Sân bay quốc tế Pristina
- Luxembourg
  - Sân bay Findel
- Hà Lan
  - Amsterdam – Sân bay quốc tế Amsterdam Schiphol
- Na Uy
  - Oslo – Sân bay Oslo, Gardermoen
- Ba Lan
  - Warszawa – Sân bay Frederic Chopin Warszawa
- Bồ Đào Nha
  - Faro – Sân bay quốc tế Faro (Bồ Đào Nha)
  - Lisboa – Sân bay Lisboa Portela
- România
  - Bucharest – Sân bay quốc tế Henri Coanda
- Nga
  - Moskva – Sân bay quốc tế Domodedovo
  - Sankt-Peterburg – Sân bay Pulkovo
- Serbia
  - Belgrade – Sân bay Belgrade Nikola Tesla
- Tây Ban Nha
  - Barcelona – Sân bay Barcelona
  - Ibiza – Sân bay Ibiza [theo mùa]
  - Madrid – Sân bay quốc tế Madrid Barajas
  - Málaga – Sân bay Málaga
- Thụy Điển
  - Stockholm – Sân bay Stockholm-Arlanda
- Thụy Sĩ
  - Genève – Sân bay quốc tế Geneva Cointrin
  - Zürich – Sân bay Zürich
- Thổ Nhĩ Kỷ
  - Antalya – Sân bay Antalya
  - Istanbul – Sân bay quốc tế Atatürk
  - İzmir – Sân bay Adnan Menderes
- Ukraina
  - Kiev – Sân bay quốc tế Boryspil
- Vương quốc Anh
  - Channel Islands
    - Jersey – Sân bay Jersey

  - Anh
    - Luân Đôn
      - Sân bay London City
      - Sân bay London Gatwick Hub
      - Sân bay London Heathrow Primary Hub

    - Manchester – Sân bay Manchester
    - Newcastle upon Tyne – Sân bay Newcastle

  - Scotland
    - Aberdeen – Sân bay Aberdeen
    - Edinburgh – Sân bay Edinburgh
    - Glasgow – Sân bay quốc tế Glasgow

## Châu Đại Dương
- Australia
  - Sydney – Sân bay quốc tế Kingsfort Smith

## Điểm đến trước đây
Châu Phi
- Đông Phi
  - Ethiopia – Addis Ababa[1]
  - Seychelles – Mahe[1]
  -  Tanzania – Arusha
- Bắc Phi
  - Algérie – Hassi Messaoud[2][3]
  - Ai Cập – Alexandria, Luxor
  - Maroc – Agadir, Casablanca, Fez, Marrakech, Rabat, Tangier
  - Sudan – Khartoum
- Nam Phi
  - Botswana – Gaborone
  - Malawi – Blantyre, Lilongwe[1]
  - Mozambique – Maputo
  - Nam Phi – Durban
  - Zimbabwe – Harare
- Tây Phi
  - Côte d'Ivoire – Abidjan [1]
  - Gambia – Banjul
  - Liberia – Monrovia
  - Nigeria – Kano
  - Sénégal – Dakar
  - Sierra Leone – Freetown

Châu Mỹ
- Caribbean
  - Bahamas – Freeport
  - Costa Rica – San José de Costa Rica
  - Cộng hòa Dominican – Santo Domingo
  - Cuba – La Habana [1]
  - Panama – Panama City
  - Puerto Rico – San Juan [1]
- North America
  - México – Cancún [1]
  - Hoa Kỳ – Anchorage, Charlotte, Detroit, Honolulu, New Orleans[4], Pittsburgh, San Diego[1][5]
- Nam Mỹ
  - Brazil – Campinas-Viracopos International Airport, Recife
  - Chile – Santiago de Chile
  - Colombia – Bogotá [1]
  - Guyana – Georgetown
  - Perú – Lima
  - Venezuela – Caracas [1]

Châu Á
- Trung Á
  - Kazakhstan – Almaty
  - Kyrgyzstan – Bishkek
  - Uzbekistan – Tashkent
- Đông Á
  - Nhật Bản – Fukuoka, Nagoya, Osaka
  - Hàn Quốc – Seoul, now cargo only[6]
  - Đài Loan – Taipei[1]
- Nam Á
  - Bangladesh – Dhaka
  - Ấn Độ – Kolkata
  - Pakistan – Islamabad, Karachi
  - Sri Lanka – Colombo(plane to resume in 2010)
- Đông Nam Á
  - Brunei – Bandar Seri Begawan
  - Indonesia – Jakarta, Surabaya
  - Malaysia – Kuala Lumpur[1]
  - Philippines – Manila[1][7]
  - Việt Nam – TP. Hồ Chí Minh
- Tây Nam Á
  - Armenia – Yerevan
  - Azerbaijan – Baku
  - Cyprus – Nicosia
  - Georgia – Tbilisi
  - Iran – Isfahan, Tehran
  - Iraq – Baghdad
  - Jordan – Amman
  - Liban – Beirut
  - Ả Rập Xê Út – Dammam[1]
  - Syria – Aleppo, Damascus
  - Yemen – Aden, Sana'a

Châu Âu
- Bosna và Hercegovina – Sarajevo
- Croatia – Split, Zagreb
- Estonia – Tallinn
- Pháp – Ajaccio, Bastia, Montpellier, Nantes, Strasbourg
- Đức – Bremen, Cologne, Dresden, Hanover
- Hy Lạp – Corfu, Heraklion, Mykonos, Rhodes
- Iceland – Reykjavík
- Ireland – Cork, Dublin, Shannon
- Ý – Palermo
- Latvia – Riga
- Lithuania – Vilnius
- Macedonia – Skopje
- Malta – Luqa
- Hà Lan – Rotterdam
- Ba Lan – Kraków, Poznań
- Bồ Đào Nha – Funchal, Porto
- Nga – Yekaterinburg
- Tây Ban Nha – Alicante, Bilbao, Fuerteventura, Granada, Jerez de la Frontera, Lanzarote, Las Palmas de Gran Canaria, Minorca, Santa Cruz de La Palma, Santa Cruz de Tenerife, Valencia
- Thụy Điển – Gothenburg
- Thụy Sĩ – Berne
- Thổ Nhĩ Kỳ – Ankara, Dalaman
- Vương quốc Anh – Belfast-International, Birmingham, Bristol, Cardiff, Durham/Tees Valley, Guernsey, Humberside, Inverness, Leeds/Bradford, Liverpool, Nottingham/East Midlands, Newquay, Sheffield-City, Southampton

Châu Đại Dương
- Australia – Adelaide, Brisbane, Melbourne, Perth
- Fiji – Nadi
- New Zealand – Auckland, Christchurch